# 纳济亚
纳济亚（羅馬化：Naziya）是俄罗斯列宁格勒州的市级镇，属基洛夫斯克区，地处列宁格勒州中部，位于区行政中心基洛夫斯克东偏南方，在州府圣彼得堡东偏南、加特契纳东北方。拉多加湖流域内一小河拉瓦河（Лава）及其一支流科夫拉河（Ковра）流经该地。设有铁路车站日哈列沃（Жихарево）站。
1933年设市级镇。该地2021年人口有4,589人；2010年人口4,858；2002年人口5,755；1989年人口7,712。